# غلوريا جيسيكا
غلوريا جيسيكا (بالإندونيسية: Gloria Jessica)‏ هي مغنية إندونيسية، ولدت في 25 يونيو 1994 في جاكرتا في إندونيسيا.